# Llista de monuments del districte de Carcassona
Llista de monuments del districte de Carcassona (Aude) registrats com a monuments històrics, bé catalogats d'interès nacional (classé) o bé inventariats d'interès regional (inscrit).
Per al mateix municipi de Carcassona vegeu la llista de monuments de Carcassona.
| Monument                                                                 | Prot.    | Època             | Localització                                               | Coordenades                                           | Codi?      | Imatge |
| ------------------------------------------------------------------------ | -------- | ----------------- | ---------------------------------------------------------- | ----------------------------------------------------- | ---------- | --- |
| Església Saint-Alexandre                                                 | Inv.     |                   | Aigas Vivas                                                | 43° 13′ 52″ N, 2° 32′ 03″ E / 43.231071°N,2.53417°E   | PA00102507 | Església Saint-Alexandre · Modifica el valor a Wikidata · Carregueu una nova foto d'aquest monument                                                      |
| Creu de cementiri                                                        | abrogada |                   | Airós                                                      | 43° 21′ 48″ N, 1° 51′ 58″ E / 43.363449°N,1.866117°E  | PA00102509 | Creu de cementiri · Vegeu més fotos d'aquest monument · Carregueu una nova foto d'aquest monument                                                        |
| Castell                                                                  | Cat.     |                   | Airós                                                      | 43° 21′ 46″ N, 1° 51′ 58″ E / 43.362788°N,1.866149°E  | PA00102508 | Castell · Modifica el valor a Wikidata · Carregueu una nova foto d'aquest monument                                                                       |
| Església parroquial Saint-Germain                                        | Inv.     |                   | Alairac                                                    | 43° 11′ 02″ N, 2° 14′ 26″ E / 43.183922°N,2.240463°E  | PA00102513 | Església parroquial Saint-Germain · Vegeu més fotos d'aquest monument · Carregueu una nova foto d'aquest monument                                        |
| Creu de Catuffe                                                          | Inv.     | 1645              | Alairac                                                    | 43° 11′ 21″ N, 2° 14′ 48″ E / 43.1893°N,2.2466°E      | PA00102512 | Creu de Catuffe · Vegeu més fotos d'aquest monument · Carregueu una nova foto d'aquest monument                                                          |
| Creu                                                                     | Inv.     |                   | Alairac                                                    | 43° 11′ 04″ N, 2° 14′ 26″ E / 43.1844°N,2.2406°E      | PA00102511 | Creu · Carregueu una nova foto d'aquest monument |
| Castell                                                                  | Inv.     |                   | Argon                                                      | 43° 17′ 48″ N, 2° 18′ 51″ E / 43.2966°N,2.3141°E      | PA00102536 | Castell · Vegeu més fotos d'aquest monument · Carregueu una nova foto d'aquest monument                                                                  |
| Creu de terme                                                            | Cat.     |                   | Argon                                                      | 43° 17′ 45″ N, 2° 18′ 55″ E / 43.2958°N,2.3152°E      | PA00102535 | Creu de terme · Vegeu més fotos d'aquest monument · Carregueu una nova foto d'aquest monument                                                            |
| Església Saint-Genès                                                     | Inv.     |                   | Arzens                                                     | 43° 11′ 56″ N, 2° 12′ 36″ E / 43.198868°N,2.209877°E  | PA00102543 | Església Saint-Genès · Vegeu més fotos d'aquest monument · Carregueu una nova foto d'aquest monument                                                     |
| Creu                                                                     | Inv.     | 1649              | Arzens                                                     | 43° 11′ 57″ N, 2° 12′ 39″ E / 43.1991°N,2.2108°E      | PA00102542 | Creu · Vegeu més fotos d'aquest monument · Carregueu una nova foto d'aquest monument                                                                     |
| Castell                                                                  | Inv.     | Segles XV-XVI     | Arzens                                                     | 43° 11′ 59″ N, 2° 12′ 35″ E / 43.1998°N,2.2097°E      | PA00102541 | Castell · Vegeu més fotos d'aquest monument · Carregueu una nova foto d'aquest monument                                                                  |
| Ruïnes del castell                                                       | Inv.     | Segles XI-XII     | Auriac                                                     | 42° 56′ 17″ N, 2° 29′ 37″ E / 42.93819°N,2.49354°E    | PA00102545 | Ruïnes del castell · Vegeu més fotos d'aquest monument · Carregueu una nova foto d'aquest monument                                                       |
| Capella Saint-André                                                      | Inv.     |                   | Auriac                                                     | 42° 56′ 36″ N, 2° 29′ 34″ E / 42.9434°N,2.4928°E      | PA00102544 | Capella Saint-André · Vegeu més fotos d'aquest monument · Carregueu una nova foto d'aquest monument                                                      |
| Canal del Migdia: aqüeducte de l'estany de Jouarres                      | Inv.     |                   | Asilha                                                     | 43° 16′ 01″ N, 2° 42′ 19″ E / 43.267°N,2.7053°E       | PA11000008 | Canal del Migdia: aqüeducte de l'estany de Jouarres · Carregueu una nova foto d'aquest monument                                                          |
| Maison Cros                                                              | Inv.     |                   | Asilha                                                     | 43° 16′ 41″ N, 2° 39′ 43″ E / 43.278°N,2.6619°E       | PA00102549 | Maison Cros · Carregueu una nova foto d'aquest monument                                                                                                  |
| Església                                                                 | Cat.     |                   | Asilha                                                     | 43° 16′ 38″ N, 2° 39′ 33″ E / 43.27728°N,2.65924°E    | PA00102548 | Església · Vegeu més fotos d'aquest monument · Carregueu una nova foto d'aquest monument                                                                 |
| Capella de Vaissière                                                     | Inv.     |                   | Asilha                                                     | 43° 16′ 29″ N, 2° 37′ 14″ E / 43.274831°N,2.620593°E  | PA00102547 | Capella de Vaissière · Vegeu més fotos d'aquest monument · Carregueu una nova foto d'aquest monument                                                     |
| Antiga capella des Clarisses                                             | Inv.     |                   | Asilha                                                     | 43° 16′ 37″ N, 2° 39′ 32″ E / 43.276983°N,2.659008°E  | PA00102546 | Antiga capella des Clarisses · Vegeu més fotos d'aquest monument · Carregueu una nova foto d'aquest monument                                             |
| Castell                                                                  | Inv.     | Segles XVI-XVII   | Baranha                                                    | 43° 19′ 48″ N, 1° 49′ 16″ E / 43.3301°N,1.821°E       | PA00102551 | Castell · Vegeu més fotos d'aquest monument · Carregueu una nova foto d'aquest monument                                                                  |
| Església                                                                 | Cat.     |                   | Baranha                                                    | 43° 19′ 47″ N, 1° 49′ 28″ E / 43.329812°N,1.824449°E  | PA00102550 | Església · Vegeu més fotos d'aquest monument · Carregueu una nova foto d'aquest monument                                                                 |
| Església Saint-Julien                                                    | Inv.     |                   | Barbairan                                                  | 43° 11′ 02″ N, 2° 30′ 39″ E / 43.184°N,2.5109°E       | PA00102553 | Església Saint-Julien · Vegeu més fotos d'aquest monument · Carregueu una nova foto d'aquest monument                                                    |
| Restes del castell de Miramont                                           | Inv.     |                   | Barbairan                                                  | 43° 10′ 15″ N, 2° 30′ 01″ E / 43.1707°N,2.5002°E      | PA00102552 | Restes del castell de Miramont · Vegeu més fotos d'aquest monument · Carregueu una nova foto d'aquest monument                                           |
| Creu de terme                                                            | Cat.     | 1669              | Bèlflor                                                    | 43° 18′ 53″ N, 1° 48′ 14″ E / 43.3146°N,1.804°E       | PA00102557 | Carregueu una nova foto d'aquest monument |
| Castell de la Barthe                                                     | Inv.     |                   | Bèlflor                                                    | 43° 18′ 57″ N, 1° 48′ 07″ E / 43.3157°N,1.8019°E      | PA00102556 | Castell de la Barthe · Vegeu més fotos d'aquest monument · Carregueu una nova foto d'aquest monument                                                     |
| Castell                                                                  | Inv.     |                   | Bèlflor                                                    | 43° 19′ 07″ N, 1° 47′ 11″ E / 43.3186°N,1.7863°E      | PA00102555 | Castell · Vegeu més fotos d'aquest monument · Carregueu una nova foto d'aquest monument                                                                  |
| Maison Amigues                                                           | Inv.     |                   | Bèlpuèg place du Marché                                    | 43° 11′ 53″ N, 1° 45′ 06″ E / 43.1981°N,1.7518°E      | PA00102563 | Carregueu una nova foto d'aquest monument |
| Maison de Curti                                                          | Inv.     |                   | Bèlpuèg rue Tournefeuille                                  | 43° 11′ 57″ N, 1° 45′ 05″ E / 43.1992°N,1.7515°E      | PA00102564 | Carregueu una nova foto d'aquest monument |
| Antiga església romànica                                                 | Cat.     |                   | Bèlpuèg                                                    | 43° 11′ 54″ N, 1° 45′ 09″ E / 43.198411°N,1.752502°E  | PA00102562 | Antiga església romànica · Vegeu més fotos d'aquest monument · Carregueu una nova foto d'aquest monument                                                 |
| Església                                                                 | Cat.     |                   | Bèlpuèg                                                    | 43° 11′ 54″ N, 1° 45′ 09″ E / 43.19841°N,1.7525°E     | PA00102561 | Església · Modifica el valor a Wikidata · Carregueu una nova foto d'aquest monument                                                                      |
| Creu de pedra                                                            | Cat.     |                   | Bèlpuèg                                                    | 43° 11′ 54″ N, 1° 45′ 09″ E / 43.1984°N,1.7525°E      | PA00102560 | Creu de pedra · Vegeu més fotos d'aquest monument · Carregueu una nova foto d'aquest monument                                                            |
| Creu de ferro                                                            | Cat.     |                   | Bèlpuèg                                                    | 43° 11′ 53″ N, 1° 44′ 59″ E / 43.198°N,1.7498°E       | PA00102559 | Carregueu una nova foto d'aquest monument |
| Ruïnes de la capella Notre-Dame du Rosaire                               | Inv.     |                   | Bèlpuèg                                                    | 43° 11′ 55″ N, 1° 45′ 14″ E / 43.1985°N,1.7538°E      | PA00102558 | Ruïnes de la capella Notre-Dame du Rosaire · Modifica el valor a Wikidata · Carregueu una nova foto d'aquest monument                                    |
| Canal del Migdia: resclosa triple de Fontfila                            | Inv.     |                   | Blomac                                                     | 43° 12′ 39″ N, 2° 35′ 06″ E / 43.2109°N,2.5849°E      | PA11000002 | Canal del Migdia: resclosa triple de Fontfila · Vegeu més fotos d'aquest monument · Carregueu una nova foto d'aquest monument                            |
| Església Saint-Etienne                                                   | Inv.     |                   | Blomac                                                     | 43° 12′ 13″ N, 2° 35′ 44″ E / 43.20361°N,2.59556°E    | PA00102569 | Església Saint-Etienne · Vegeu més fotos d'aquest monument · Carregueu una nova foto d'aquest monument                                                   |
| Castell                                                                  | Inv.     | 1501-1537         | Bolhonac                                                   | 43° 13′ 56″ N, 2° 26′ 25″ E / 43.23228°N,2.44018°E    | PA00102570 | Castell · Vegeu més fotos d'aquest monument · Carregueu una nova foto d'aquest monument                                                                  |
| Inscripció commemorativa del pas de Lluís XIII                           | Inv.     | 1632              | Bram 8 rue Louis XIII                                      | 43° 14′ 39″ N, 2° 06′ 51″ E / 43.2442°N,2.1142°E      | PA00102574 | Inscripció commemorativa del pas de Lluís XIII · Carregueu una nova foto d'aquest monument                                                               |
| Església Saint-Julien                                                    | Cat.     |                   | Bram                                                       | 43° 14′ 37″ N, 2° 06′ 48″ E / 43.243639°N,2.113333°E  | PA00102573 | Església Saint-Julien · Vegeu més fotos d'aquest monument · Carregueu una nova foto d'aquest monument                                                    |
| Creu de cementiri                                                        | abrogada | 1636              | Cabrespina Cementiri                                       | 43° 21′ 47″ N, 2° 27′ 38″ E / 43.36297°N,2.46060°E    | PA00102577 | Carregueu una nova foto d'aquest monument |
| Creu de terme                                                            | abrogada |                   | Cabrespina chemin d'Estresses                              | 43° 22′ 06″ N, 2° 26′ 58″ E / 43.368278°N,2.44943°E   | PA00102578 | Carregueu una nova foto d'aquest monument |
| Château                                                                  | Inv.     | Segle XVIII       | Causac                                                     | 43° 11′ 23″ N, 1° 51′ 04″ E / 43.1897°N,1.8511°E      | PA00102930 | Château · Vegeu més fotos d'aquest monument · Carregueu una nova foto d'aquest monument                                                                  |
| Capella del Cementiri                                                    | Cat.     |                   | Camppendut Cementiri                                       | 43° 10′ 53″ N, 2° 33′ 54″ E / 43.1815°N,2.565°E       | PA00102580 | Capella del Cementiri · Modifica el valor a Wikidata · Carregueu una nova foto d'aquest monument                                                         |
| Castell                                                                  | Cat.     |                   | Camppendut                                                 | 43° 11′ 02″ N, 2° 33′ 32″ E / 43.183836°N,2.558811°E  | PA00102581 | Castell · Vegeu més fotos d'aquest monument · Carregueu una nova foto d'aquest monument                                                                  |
| Molí de vent de Caunes                                                   | Inv.     |                   | Les Casses                                                 | 43° 25′ 54″ N, 1° 51′ 27″ E / 43.4316°N,1.8576°E      | PA00102621 | Carregueu una nova foto d'aquest monument |
| Antiga església des Clarisses                                            | Inv.     |                   | Les Casses                                                 | 43° 25′ 32″ N, 1° 52′ 05″ E / 43.4255°N,1.8681°E      | PA00102620 | Antiga església des Clarisses · Vegeu més fotos d'aquest monument · Carregueu una nova foto d'aquest monument                                            |
| Creu del safareig                                                        | Inv.     |                   | Castanhs Hameau de la Viale                                | 43° 24′ 23″ N, 2° 29′ 06″ E / 43.4064°N,2.485°E       | PA00102622 | Creu del safareig · Vegeu més fotos d'aquest monument · Carregueu una nova foto d'aquest monument                                                        |
| Hôtel de Bataille                                                        | Inv.     |                   | Castellnou d'Arri place des Cordeliers                     | 43° 19′ 04″ N, 1° 57′ 21″ E / 43.3179°N,1.9558°E      | PA00102629 | Hôtel de Bataille · Carregueu una nova foto d'aquest monument                                                                                            |
| Església Saint-Jean-Baptiste                                             | Inv.     |                   | Castellnou d'Arri place des Cordeliers; rue de la Terrasse | 43° 19′ 03″ N, 1° 57′ 21″ E / 43.3175°N,1.9559°E      | PA11000037 | Carregueu una nova foto d'aquest monument |
| Creu de pedra                                                            | Cat.     |                   | Castellnou d'Arri cementiri                                | 43° 18′ 53″ N, 1° 57′ 40″ E / 43.3148°N,1.9611°E      | PA00102627 | Creu de pedra · Modifica el valor a Wikidata · Carregueu una nova foto d'aquest monument                                                                 |
| Maison Sibra et Dunyach                                                  | Inv.     |                   | Castellnou d'Arri 20 place Gambetta                        | 43° 19′ 08″ N, 1° 57′ 15″ E / 43.3188°N,1.9542°E      | PA00102634 | Carregueu una nova foto d'aquest monument |
| Antic ajuntament                                                         | Inv.     | 1796              | Castellnou d'Arri Grande-Rue                               | 43° 18′ 56″ N, 1° 57′ 32″ E / 43.3156°N,1.9589°E      | PA00102631 | Antic ajuntament · Modifica el valor a Wikidata · Carregueu una nova foto d'aquest monument                                                              |
| Casa                                                                     | Inv.     |                   | Castellnou d'Arri Grande-Rue 20                            | 43° 19′ 08″ N, 1° 57′ 22″ E / 43.319°N,1.956°E        | PA00102635 | Carregueu una nova foto d'aquest monument |
| Maison Rigaud                                                            | Inv.     |                   | Castellnou d'Arri 70 rue de l'Hôpital 70                   | 43° 19′ 02″ N, 1° 57′ 27″ E / 43.3171°N,1.9575°E      | PA00102633 | Maison Rigaud · Carregueu una nova foto d'aquest monument                                                                                                |
| Hôtel de Gauzy                                                           | Inv.     |                   | Castellnou d'Arri place Saint-Michel                       | 43° 19′ 03″ N, 1° 57′ 24″ E / 43.3176°N,1.9566°E      | PA00102630 | Hôtel de Gauzy · Vegeu més fotos d'aquest monument · Carregueu una nova foto d'aquest monument                                                           |
| Jardí Bauzé                                                              | Inv.     | 1782              | Castellnou d'Arri quartier Saint-Roch                      | 43° 18′ 42″ N, 1° 57′ 48″ E / 43.3117°N,1.9633°E      | PA00102632 | Carregueu una nova foto d'aquest monument |
| Château du Castelet des Crozes                                           | Cat.     | Segle XVIII       | Castellnou d'Arri                                          | 43° 20′ 59″ N, 1° 59′ 04″ E / 43.349635°N,1.984344°E  | PA11000020 | Carregueu una nova foto d'aquest monument |
| Canal del Migdia: resclosa quàdruple Saint-Roch                          | Inv.     |                   | Castellnou d'Arri                                          | 43° 18′ 44″ N, 1° 57′ 37″ E / 43.312084°N,1.960179°E  | PA11000004 | Canal del Migdia: resclosa quàdruple Saint-Roch · Vegeu més fotos d'aquest monument · Carregueu una nova foto d'aquest monument                          |
| Hospital                                                                 | Cat.     | 1856              | Castellnou d'Arri                                          | 43° 18′ 56″ N, 1° 57′ 32″ E / 43.3156°N,1.9589°E      | PA00102937 | Carregueu una nova foto d'aquest monument |
| Capella Saint-Roch                                                       | Inv.     |                   | Castellnou d'Arri                                          | 43° 18′ 45″ N, 1° 57′ 39″ E / 43.3124°N,1.9608°E      | PA00102932 | Carregueu una nova foto d'aquest monument |
| Església Saint-Michel                                                    | Cat.     |                   | Castellnou d'Arri                                          | 43° 19′ 02″ N, 1° 57′ 24″ E / 43.317101°N,1.956803°E  | PA00102628 | Església Saint-Michel · Vegeu més fotos d'aquest monument · Carregueu una nova foto d'aquest monument                                                    |
| Antic convent des Carmes                                                 | Inv.     |                   | Castellnou d'Arri Place Saint Louis                        | 43° 19′ 12″ N, 1° 57′ 15″ E / 43.32°N,1.9543°E        | PA00102626 | Antic convent des Carmes · Vegeu més fotos d'aquest monument · Carregueu una nova foto d'aquest monument                                                 |
| Restes del claustre des Cordeliers                                       | Inv.     |                   | Castellnou d'Arri                                          | 43° 19′ 03″ N, 1° 57′ 22″ E / 43.3176°N,1.956°E       | PA00102625 | Carregueu una nova foto d'aquest monument |
| Antic castell                                                            | Inv.     | Segle XVI         | Castellnou d'Arri                                          | 43° 20′ 59″ N, 1° 59′ 03″ E / 43.3496°N,1.9843°E      | PA00102624 | Antic castell · Modifica el valor a Wikidata · Carregueu una nova foto d'aquest monument                                                                 |
| Font monumental                                                          | Inv.     | 1825              | Caunas de Menerbés place d'Aiguebelle                      | 43° 19′ 39″ N, 2° 31′ 34″ E / 43.3275°N,2.5261°E      | PA00102641 | Font monumental · Vegeu més fotos d'aquest monument · Carregueu una nova foto d'aquest monument                                                          |
| Maison Étienne Vidal                                                     | Inv.     |                   | Caunas de Menerbés rue Neuve; rue Mont-Gaillard            | 43° 19′ 37″ N, 2° 31′ 36″ E / 43.327°N,2.5268°E       | PA00102645 | Maison Étienne Vidal · Vegeu més fotos d'aquest monument · Carregueu una nova foto d'aquest monument                                                     |
| Antigues pedreres de marbre: du Roi, de marbre gris i del roc de Buffens | Inv.     |                   | Caunas de Menerbés                                         | 43° 20′ 13″ N, 2° 32′ 23″ E / 43.337°N,2.5397°E       | PA11000036 | Antigues pedreres de marbre: du Roi, de marbre gris i del roc de Buffens · Vegeu més fotos d'aquest monument · Carregueu una nova foto d'aquest monument |
| Antic Hôtel de Tapié                                                     | Inv.     | Segle XVII        | Caunas de Menerbés                                         | 43° 19′ 34″ N, 2° 31′ 45″ E / 43.3261°N,2.5292°E      | PA00102644 | Antic Hôtel de Tapié · Vegeu més fotos d'aquest monument · Carregueu una nova foto d'aquest monument                                                     |
| Antic Hôtel de Sicard                                                    | Inv.     | Segles XVI-XVII   | Caunas de Menerbés                                         | 43° 19′ 37″ N, 2° 31′ 40″ E / 43.327°N,2.5278°E       | PA00102643 | Antic Hôtel de Sicard · Vegeu més fotos d'aquest monument · Carregueu una nova foto d'aquest monument                                                    |
| Hôtel d'Alibert                                                          | Cat.     | Segle XVII        | Caunas de Menerbés                                         | 43° 19′ 37″ N, 2° 31′ 41″ E / 43.327°N,2.5281°E       | PA00102642 | Hôtel d'Alibert · Vegeu més fotos d'aquest monument · Carregueu una nova foto d'aquest monument                                                          |
| Antiga església abadial                                                  | Inv.     |                   | Caunas de Menerbés                                         | 43° 19′ 34″ N, 2° 31′ 37″ E / 43.326°N,2.527°E        | PA00102640 | Antiga església abadial · Vegeu més fotos d'aquest monument · Carregueu una nova foto d'aquest monument                                                  |
| Capella del Crucifix                                                     | Inv.     |                   | Caunas de Menerbés                                         | 43° 19′ 26″ N, 2° 31′ 25″ E / 43.3239°N,2.5236°E      | PA00102639 | Capella del Crucifix · Vegeu més fotos d'aquest monument · Carregueu una nova foto d'aquest monument                                                     |
| Antiga abadia                                                            | Cat.     |                   | Caunas de Menerbés                                         | 43° 19′ 34″ N, 2° 31′ 38″ E / 43.32611°N,2.52722°E    | PA00102638 | Antiga abadia · Vegeu més fotos d'aquest monument · Carregueu una nova foto d'aquest monument                                                            |
| Creu                                                                     | Inv.     | Segle XIII        | Caus e Sausens antic cementiri                             | 43° 13′ 26″ N, 2° 15′ 22″ E / 43.2239°N,2.2562°E      | PA00102646 | Carregueu una nova foto d'aquest monument |
| Jaciment neolític de La Farguette                                        | Inv.     |                   | Cavanac                                                    | 43° 10′ 56″ N, 2° 19′ 27″ E / 43.1822°N,2.3242°E      | PA00102935 | Carregueu una nova foto d'aquest monument |
| Església Saint-Pierre                                                    | Inv.     |                   | Cavanac                                                    | 43° 10′ 08″ N, 2° 19′ 31″ E / 43.1688°N,2.3252°E      | PA00102648 | Església Saint-Pierre · Vegeu més fotos d'aquest monument · Carregueu una nova foto d'aquest monument                                                    |
| Château                                                                  | Inv.     | Segle XVIII       | Cavanac                                                    | 43° 10′ 03″ N, 2° 19′ 37″ E / 43.1676°N,2.3269°E      | PA00102647 | Carregueu una nova foto d'aquest monument |
| Església Notre-Dame                                                      | Inv.     |                   | Casalrenos                                                 | 43° 11′ 55″ N, 1° 56′ 57″ E / 43.1987°N,1.9492°E      | PA00102649 | Església Notre-Dame · Vegeu més fotos d'aquest monument · Carregueu una nova foto d'aquest monument                                                      |
| Ruïnes del castell                                                       | Inv.     |                   | Sitor                                                      | 43° 22′ 45″ N, 2° 32′ 25″ E / 43.3792°N,2.54021°E     | PA00102653 | Ruïnes del castell · Vegeu més fotos d'aquest monument · Carregueu una nova foto d'aquest monument                                                       |
| Capella de Saint-Jean                                                    | Inv.     |                   | Sitor a 600 metres al sud de la vila                       | 43° 22′ 23″ N, 2° 32′ 21″ E / 43.373°N,2.5392°E       | PA00102652 | Capella de Saint-Jean · Vegeu més fotos d'aquest monument · Carregueu una nova foto d'aquest monument                                                    |
| Maison Fraisse                                                           | Inv.     |                   | Concas d'Orbièl 1 rue des Lices                            | 43° 16′ 08″ N, 2° 24′ 01″ E / 43.269°N,2.4004°E       | PA00102658 | Carregueu una nova foto d'aquest monument |
| Església Sainte-Foy                                                      | Cat.     |                   | Concas d'Orbièl                                            | 43° 16′ 08″ N, 2° 24′ 03″ E / 43.2689°N,2.4007°E      | PA00102657 | Església Sainte-Foy · Vegeu més fotos d'aquest monument · Carregueu una nova foto d'aquest monument                                                      |
| Castell dels Saptes                                                      | Inv.     | Segle XVI         | Concas d'Orbièl                                            | 43° 15′ 41″ N, 2° 24′ 10″ E / 43.2614°N,2.4029°E      | PA00102656 | Castell dels Saptes · Vegeu més fotos d'aquest monument · Carregueu una nova foto d'aquest monument                                                      |
| Església Saint-Clément                                                   | Inv.     |                   | Confolenç                                                  | 43° 09′ 23″ N, 2° 18′ 23″ E / 43.1564°N,2.3063°E      | PA00102661 | Església Saint-Clément · Modifica el valor a Wikidata · Carregueu una nova foto d'aquest monument                                                        |
| Creu d'ofici                                                             | Inv.     |                   | Confolenç                                                  | 43° 09′ 20″ N, 2° 18′ 26″ E / 43.1556°N,2.3071°E      | PA00102660 | Creu d'ofici · Vegeu més fotos d'aquest monument · Carregueu una nova foto d'aquest monument                                                             |
| Castell                                                                  | Inv.     | Segle XVIII       | Confolenç                                                  | 43° 09′ 18″ N, 2° 18′ 24″ E / 43.155°N,2.3068°E       | PA00102659 | Castell · Modifica el valor a Wikidata · Vegeu més fotos d'aquest monument · Carregueu una nova foto d'aquest monument                                   |
| Església Sainte-Cécile                                                   | Inv.     |                   | Cucçac de Cabardés                                         | 43° 22′ 12″ N, 2° 17′ 05″ E / 43.3701°N,2.2848°E      | PA00102669 | Església Sainte-Cécile · Vegeu més fotos d'aquest monument · Carregueu una nova foto d'aquest monument                                                   |
| Església Notre-Dame de l'Assomption                                      | Cat.     |                   | Fanjaus                                                    | 43° 11′ 14″ N, 2° 02′ 06″ E / 43.187278°N,2.035056°E  | PA00102685 | Església Notre-Dame de l'Assomption · Vegeu més fotos d'aquest monument · Carregueu una nova foto d'aquest monument                                      |
| Creu sobre el pont                                                       | Inv.     |                   | Fanjaus                                                    | 43° 11′ 07″ N, 2° 02′ 06″ E / 43.1852°N,2.0351°E      | PA00102684 | Creu sobre el pont · Vegeu més fotos d'aquest monument · Carregueu una nova foto d'aquest monument                                                       |
| Església Saint-Christol                                                  | Inv.     |                   | Fonters                                                    | 43° 13′ 43″ N, 1° 56′ 06″ E / 43.2287°N,1.9351°E      | PA00102693 | Església Saint-Christol · Vegeu més fotos d'aquest monument · Carregueu una nova foto d'aquest monument                                                  |
| Església Saint-Clément                                                   | Inv.     |                   | Fontiès Cabardés                                           | 43° 22′ 11″ N, 2° 14′ 56″ E / 43.3697°N,2.249°E       | PA00102692 | Església Saint-Clément · Vegeu més fotos d'aquest monument · Carregueu una nova foto d'aquest monument                                                   |
| Creu d'ofici                                                             | Inv.     |                   | Fontiès d'Aude                                             | 43° 11′ 20″ N, 2° 27′ 17″ E / 43.1889°N,2.4548°E      | PA00102694 | Creu d'ofici · Vegeu més fotos d'aquest monument · Carregueu una nova foto d'aquest monument                                                             |
| Església Notre-Dame                                                      | Inv.     |                   | Felinas de Termenés                                        | 42° 59′ 19″ N, 2° 37′ 01″ E / 42.988575°N,2.616858°E  | PA00102686 | Església Notre-Dame · Vegeu més fotos d'aquest monument · Carregueu una nova foto d'aquest monument                                                      |
| Església Saint-André                                                     | Inv.     |                   | La Bastida Esparveirenca                                   | 43° 22′ 52″ N, 2° 23′ 38″ E / 43.3811°N,2.394°E       | PA00102707 | Església Saint-André · Vegeu més fotos d'aquest monument · Carregueu una nova foto d'aquest monument                                                     |
| Antiga església de Cupserviès                                            | Inv.     |                   | La Bastida Esparveirenca                                   | 43° 24′ 05″ N, 2° 22′ 42″ E / 43.4013°N,2.3783°E      | PA00102706 | Antiga església de Cupserviès · Vegeu més fotos d'aquest monument · Carregueu una nova foto d'aquest monument                                            |
| Pont vell                                                                | Inv.     |                   | La Bastida en Val                                          | 43° 04′ 32″ N, 2° 28′ 23″ E / 43.075459°N,2.47304°E   | PA00102705 | Pont vell · Carregueu una nova foto d'aquest monument |
| Antic centre nacional de vol a vela de la Montagne Noire                 | Inv.     |                   | La Beceda i Vaudrulha                                      | 43° 24′ 41″ N, 1° 59′ 43″ E / 43.4115°N,1.9954°E      | PA11000040 | Antic centre nacional de vol a vela de la Montagne Noire · Vegeu més fotos d'aquest monument · Carregueu una nova foto d'aquest monument                 |
| Antic castell                                                            | Inv.     |                   | La Beceda                                                  | 43° 23′ 27″ N, 2° 00′ 18″ E / 43.3909°N,2.0049°E      | PA00102708 | Antic castell · Vegeu més fotos d'aquest monument · Carregueu una nova foto d'aquest monument                                                            |
| Antic castell                                                            | Inv.     |                   | La Faja                                                    | 43° 10′ 30″ N, 1° 51′ 40″ E / 43.175°N,1.861°E        | PA00102709 | Antic castell · Vegeu més fotos d'aquest monument · Carregueu una nova foto d'aquest monument                                                            |
| Maison des Soeurs de Nevers                                              | Inv.     |                   | La Grassa place de la Bouquerie                            | 43° 05′ 27″ N, 2° 37′ 09″ E / 43.090957°N,2.61918°E   | PA00102718 | Maison des Soeurs de Nevers · Vegeu més fotos d'aquest monument · Carregueu una nova foto d'aquest monument                                              |
| Maison Castel                                                            | Inv.     |                   | La Grassa rue Paul Vergnes                                 | 43° 05′ 30″ N, 2° 37′ 12″ E / 43.091594°N,2.61995°E   | PA00102715 | Maison Castel · Vegeu més fotos d'aquest monument · Carregueu una nova foto d'aquest monument                                                            |
| Maison Sibra                                                             | Cat.     |                   | La Grassa rue Foy                                          | 43° 05′ 30″ N, 2° 37′ 09″ E / 43.091738°N,2.619094°E  | PA00102714 | Maison Sibra · Vegeu més fotos d'aquest monument · Carregueu una nova foto d'aquest monument                                                             |
| Maison Lautier                                                           | Inv.     |                   | La Grassa rue des Mazels                                   | 43° 05′ 28″ N, 2° 37′ 08″ E / 43.091165°N,2.618965°E  | PA00102716 | Maison Lautier · Vegeu més fotos d'aquest monument · Carregueu una nova foto d'aquest monument                                                           |
| Torre de Plasença i restes de muralles                                   | Inv.     |                   | La Grassa chemin de la Tour                                | 43° 05′ 21″ N, 2° 37′ 09″ E / 43.089151°N,2.61914°E   | PA00102725 | Torre de Plasença i restes de muralles · Vegeu més fotos d'aquest monument · Carregueu una nova foto d'aquest monument                                   |
| Ruïnes del priorat de Saint-Michel-de-Nahuze                             | Inv.     |                   | La Grassa Saint-Michel-de-Nahuze                           | 43° 07′ 57″ N, 2° 37′ 06″ E / 43.13245°N,2.61844°E    | PA00102724 | Ruïnes del priorat de Saint-Michel-de-Nahuze · Vegeu més fotos d'aquest monument · Carregueu una nova foto d'aquest monument                             |
| Antic priorat de Mirailles                                               | Inv.     |                   | La Grassa Mirailles                                        | 43° 04′ 13″ N, 2° 35′ 53″ E / 43.070234°N,2.598057°E  | PA00102723 | Antic priorat de Mirailles · Modifica el valor a Wikidata · Carregueu una nova foto d'aquest monument                                                    |
| Pòrta de l'Aiga, torre de guaita i muralles contigües                    | Inv.     |                   | La Grassa rue des Deux Ponts                               | 43° 05′ 26″ N, 2° 37′ 07″ E / 43.090508°N,2.618539°E  | PA00102722 | Pòrta de l'Aiga, torre de guaita i muralles contigües · Vegeu més fotos d'aquest monument · Carregueu una nova foto d'aquest monument                    |
| Pont de l'Alsou                                                          | Inv.     |                   | La Grassa carretera D3, sobre l'Alsou                      | 43° 05′ 39″ N, 2° 35′ 57″ E / 43.09412°N,2.599264°E   | PA00102721 | Pont de l'Alsou · Vegeu més fotos d'aquest monument · Carregueu una nova foto d'aquest monument                                                          |
| Pont entre la vila i el barri de l'Abadia                                | Cat.     |                   | La Grassa                                                  | 43° 05′ 22″ N, 2° 37′ 06″ E / 43.089421°N,2.618372°E  | PA00102720 | Pont entre la vila i el barri de l'Abadia · Vegeu més fotos d'aquest monument · Carregueu una nova foto d'aquest monument                                |
| Antiga Rectoria (actual Maison du Patrimoine)                            | Cat.     |                   | La Grassa rue Paul Vergnes                                 | 43° 05′ 27″ N, 2° 37′ 11″ E / 43.090724°N,2.619684°E  | PA00102719 | Antiga Rectoria (actual Maison du Patrimoine) · Vegeu més fotos d'aquest monument · Carregueu una nova foto d'aquest monument                            |
| Maison Maynard                                                           | Inv.     |                   | La Grassa place de la Halle                                | 43° 05′ 30″ N, 2° 37′ 07″ E / 43.091664°N,2.618598°E  | PA00102717 | Maison Maynard · Vegeu més fotos d'aquest monument · Carregueu una nova foto d'aquest monument                                                           |
| Mercat                                                                   | Cat.     | Segle XIV         | La Grassa place de la Halle                                | 43° 05′ 29″ N, 2° 37′ 07″ E / 43.091486°N,2.618667°E  | PA00102713 | Mercat · Vegeu més fotos d'aquest monument · Carregueu una nova foto d'aquest monument                                                                   |
| Església parroquial de Saint-Michel                                      | Cat.     |                   | La Grassa rue Saint-Michel                                 | 43° 05′ 26″ N, 2° 37′ 10″ E / 43.090659°N,2.619443°E  | PA00102712 | Església parroquial de Saint-Michel · Vegeu més fotos d'aquest monument · Carregueu una nova foto d'aquest monument                                      |
| Antiga abadia Sainte-Marie d'Orbieu                                      | Cat.     |                   | La Grassa                                                  | 43° 05′ 25″ N, 2° 37′ 01″ E / 43.090361°N,2.616899°E  | PA00102711 | Antiga abadia Sainte-Marie d'Orbieu · Vegeu més fotos d'aquest monument · Carregueu una nova foto d'aquest monument                                      |
| Església Saint-Christophe                                                | Cat.     |                   | Las Bòrdas                                                 | 43° 17′ 41″ N, 2° 02′ 41″ E / 43.2947°N,2.0448°E      | PA00102726 | Església Saint-Christophe · Vegeu més fotos d'aquest monument · Carregueu una nova foto d'aquest monument                                                |
| Castell de la Caunette                                                   | Inv.     | Segle XVI         | Las Tors                                                   | 43° 19′ 12″ N, 2° 22′ 58″ E / 43.32°N,2.3828°E        | PA00102728 | Castell de la Caunette · Carregueu una nova foto d'aquest monument                                                                                       |
| Ruïnes de Quatre châteaux                                                | Cat.     |                   | Las Tors                                                   | 43° 20′ 11″ N, 2° 22′ 42″ E / 43.336389°N,2.378333°E  | PA00102727 | Ruïnes de Quatre châteaux · Vegeu més fotos d'aquest monument · Carregueu una nova foto d'aquest monument                                                |
| Església Saint-Laurent                                                   | Inv.     |                   | Laurac                                                     | 43° 13′ 46″ N, 1° 58′ 31″ E / 43.2294°N,1.9752°E      | PA00102731 | Església Saint-Laurent · Vegeu més fotos d'aquest monument · Carregueu una nova foto d'aquest monument                                                   |
| Església parroquial Saint-Jean-Baptiste                                  | Inv.     |                   | Lauran                                                     | 43° 16′ 21″ N, 2° 31′ 12″ E / 43.27244°N,2.52003°E    | PA11000033 | Església parroquial Saint-Jean-Baptiste · Vegeu més fotos d'aquest monument · Carregueu una nova foto d'aquest monument                                  |
| Torre del Portail-Neuf                                                   | Inv.     |                   | Lauran                                                     | 43° 16′ 14″ N, 2° 31′ 08″ E / 43.27067°N,2.51902°E    | PA00102736 | Torre del Portail-Neuf · Vegeu més fotos d'aquest monument · Carregueu una nova foto d'aquest monument                                                   |
| Torre de Mézolieux                                                       | Cat.     |                   | Lauran                                                     | 43° 15′ 31″ N, 2° 31′ 35″ E / 43.258673°N,2.526413°E  | PA00102735 | Torre de Mézolieux · Modifica el valor a Wikidata · Carregueu una nova foto d'aquest monument                                                            |
| Conjunt de la torre du Bas                                               | Inv.     |                   | Lauran                                                     | 43° 16′ 19″ N, 2° 31′ 07″ E / 43.27191°N,2.51861°E    | PA00102734 | Conjunt de la torre du Bas · Vegeu més fotos d'aquest monument · Carregueu una nova foto d'aquest monument                                               |
| Monument megalític Allée couverte de Saint-Eugène                        | Cat.     |                   | Lauran domaine de Russol                                   | 43° 17′ 51″ N, 2° 31′ 31″ E / 43.29761°N,2.5253°E     | PA00102733 | Monument megalític Allée couverte de Saint-Eugène · Vegeu més fotos d'aquest monument · Carregueu una nova foto d'aquest monument                        |
| Dues creus discoïdals encastades en un cementiri                         | Inv.     |                   | La Valeta                                                  | 43° 11′ 09″ N, 2° 15′ 58″ E / 43.1857°N,2.2661°E      | PA00102738 | Carregueu una nova foto d'aquest monument |
| Creu de cementiri                                                        | Inv.     | 1540              | La Valeta                                                  | 43° 11′ 07″ N, 2° 16′ 04″ E / 43.1853°N,2.2677°E      | PA00102737 | Creu de cementiri · Vegeu més fotos d'aquest monument · Carregueu una nova foto d'aquest monument                                                        |
| Castell                                                                  | Inv.     |                   | Leuc                                                       | 43° 08′ 50″ N, 2° 19′ 18″ E / 43.1472°N,2.3217°E      | PA00102740 | Castell · Vegeu més fotos d'aquest monument · Carregueu una nova foto d'aquest monument                                                                  |
| Restes de la capella campestre de Saint-Laurent                          | Inv.     |                   | Leuc                                                       | 43° 08′ 06″ N, 2° 19′ 17″ E / 43.135°N,2.3213°E       | PA00102739 | Restes de la capella campestre de Saint-Laurent · Vegeu més fotos d'aquest monument · Carregueu una nova foto d'aquest monument                          |
| Maison Gaston                                                            | Inv.     |                   | Limosins Place de la Fontaine                              | 43° 20′ 05″ N, 2° 24′ 05″ E / 43.3346°N,2.4014°E      | PA00102744 | Carregueu una nova foto d'aquest monument |
| Menhir                                                                   | Cat.     |                   | Malvas                                                     | 43° 15′ 12″ N, 2° 26′ 08″ E / 43.25327°N,2.43564°E    | PA00102758 | Menhir · Vegeu més fotos d'aquest monument · Carregueu una nova foto d'aquest monument                                                                   |
| Castell                                                                  | Cat.     |                   | Malvas                                                     | 43° 15′ 11″ N, 2° 26′ 31″ E / 43.25292°N,2.44187°E    | PA00102757 | Castell · Vegeu més fotos d'aquest monument · Carregueu una nova foto d'aquest monument                                                                  |
| Creu                                                                     | Inv.     | Segle XIII        | Marquènh                                                   | 43° 18′ 16″ N, 1° 43′ 32″ E / 43.3044°N,1.7255°E      | PA00102760 | Carregueu una nova foto d'aquest monument |
| Castell                                                                  | Cat.     | Segle XVI         | Marquènh                                                   | 43° 18′ 06″ N, 1° 43′ 59″ E / 43.3017°N,1.7331°E      | PA00102759 | Castell · Carregueu una nova foto d'aquest monument |
| Església                                                                 | Inv.     |                   | Lo Mas de Cabardés                                         | 43° 22′ 16″ N, 2° 21′ 42″ E / 43.3712°N,2.3618°E      | PA00102763 | Església · Vegeu més fotos d'aquest monument · Carregueu una nova foto d'aquest monument                                                                 |
| Creu de pedra                                                            | Cat.     |                   | Lo Mas de Cabardés                                         | 43° 22′ 16″ N, 2° 21′ 46″ E / 43.371°N,2.3628°E       | PA00102762 | Creu de pedra · Vegeu més fotos d'aquest monument · Carregueu una nova foto d'aquest monument                                                            |
| Canal del Migdia: casa de la resclosa de Laurens                         | Inv.     |                   | Mas Santas Puèlas                                          | 43° 19′ 32″ N, 1° 53′ 05″ E / 43.3255°N,1.8846°E      | PA11000009 | Canal del Migdia: casa de la resclosa de Laurens · Vegeu més fotos d'aquest monument · Carregueu una nova foto d'aquest monument                         |
| Canal du Midi: resclosa triple de Laurens                                | Inv.     |                   | Mas Santas Puèlas                                          | 43° 19′ 31″ N, 1° 53′ 05″ E / 43.3253°N,1.8848°E      | PA11000003 | Canal du Midi: resclosa triple de Laurens · Vegeu més fotos d'aquest monument · Carregueu una nova foto d'aquest monument                                |
| Maison Nicol, o Gleyzes                                                  | Inv.     |                   | Mas Santas Puèlas                                          | 43° 18′ 49″ N, 1° 52′ 32″ E / 43.3136°N,1.8755°E      | PA00102766 | Maison Nicol, o Gleyzes · Vegeu més fotos d'aquest monument · Carregueu una nova foto d'aquest monument                                                  |
| Església                                                                 | Cat.     |                   | Mas Santas Puèlas                                          | 43° 18′ 49″ N, 1° 52′ 34″ E / 43.3135°N,1.8762°E      | PA00102765 | Església · Vegeu més fotos d'aquest monument · Carregueu una nova foto d'aquest monument                                                                 |
| Pont sobre la Lauquette                                                  | Inv.     |                   | Mas dels Corts                                             | 43° 07′ 46″ N, 2° 25′ 26″ E / 43.1295°N,2.424°E       | PA00102764 | Pont sobre la Lauquette · Carregueu una nova foto d'aquest monument                                                                                      |
| Dolmen dit Table des Morts                                               | Cat.     |                   | Massac                                                     | 42° 55′ 40″ N, 2° 34′ 59″ E / 42.9279°N,2.5831°E      | PA00102767 | Carregueu una nova foto d'aquest monument |
| Església parroquial Saint-Jean-Baptiste                                  | Inv.     |                   | Miraval de Lauragués                                       | 43° 15′ 16″ N, 1° 57′ 33″ E / 43.25448°N,1.95904°E    | PA00102729 | Església parroquial Saint-Jean-Baptiste · Vegeu més fotos d'aquest monument · Carregueu una nova foto d'aquest monument                                  |
| Molí de Saint-Jean                                                       | Inv.     |                   | Miraval de Lauragués                                       | 43° 15′ 14″ N, 1° 57′ 21″ E / 43.2539°N,1.9559°E      | PA00102730 | Molí de Saint-Jean · Vegeu més fotos d'aquest monument · Carregueu una nova foto d'aquest monument                                                       |
| Església parroquial                                                      | Inv.     |                   | Molandièr                                                  | 43° 14′ 45″ N, 1° 42′ 59″ E / 43.2457°N,1.7165°E      | PA00102771 | Església parroquial · Vegeu més fotos d'aquest monument · Carregueu una nova foto d'aquest monument                                                      |
| Castell                                                                  | Inv.     | Segles XIII-XVIII | Molevila                                                   | 43° 18′ 40″ N, 1° 50′ 07″ E / 43.3112°N,1.8353°E      | PA00102772 | Castell · Vegeu més fotos d'aquest monument · Carregueu una nova foto d'aquest monument                                                                  |
| Molí de vent                                                             | Inv.     |                   | Montoriol Clot de Lamait                                   | 43° 16′ 27″ N, 1° 50′ 22″ E / 43.2741°N,1.8395°E      | PA00102774 | Carregueu una nova foto d'aquest monument |
| Creu                                                                     | Inv.     | 1776              | Montoriol                                                  | 43° 16′ 39″ N, 1° 50′ 11″ E / 43.2774°N,1.8364°E      | PA00102773 | Creu · Vegeu més fotos d'aquest monument · Carregueu una nova foto d'aquest monument                                                                     |
| Creu discoïdal                                                           | abrogada |                   | Montferrand cementiri de Saint-Pierre                      | 43° 21′ 36″ N, 1° 49′ 04″ E / 43.35991°N,1.81776°E    | PA00102777 | Carregueu una nova foto d'aquest monument |
| Canal del Migdia: dàrsena de Naurouze i obelisc                          | Inv.     |                   | Montferrand                                                | 43° 21′ 06″ N, 1° 49′ 27″ E / 43.3517°N,1.8243°E      | PA11000005 | Canal del Migdia: dàrsena de Naurouze i obelisc · Vegeu més fotos d'aquest monument · Carregueu una nova foto d'aquest monument                          |
| Parcel·la amb vestigis arqueològics                                      | Cat.     |                   | Montferrand Peyre Clouque                                  | 43° 21′ 38″ N, 1° 49′ 04″ E / 43.3605°N,1.8179°E      | PA00102779 | Parcel·la amb vestigis arqueològics · Vegeu més fotos d'aquest monument · Carregueu una nova foto d'aquest monument                                      |
| Església de Saint-Pierre-d'Alzonne                                       | Inv.     |                   | Montferrand                                                | 43° 21′ 36″ N, 1° 49′ 04″ E / 43.3599°N,1.8177°E      | PA00102778 | Església de Saint-Pierre-d'Alzonne · Vegeu més fotos d'aquest monument · Carregueu una nova foto d'aquest monument                                       |
| Església parroquial                                                      | Inv.     |                   | Montmaur                                                   | 43° 23′ 36″ N, 1° 50′ 40″ E / 43.3932°N,1.8444°E      | PA00102781 | Església parroquial · Vegeu més fotos d'aquest monument · Carregueu una nova foto d'aquest monument                                                      |
| Castell                                                                  | Inv.     | Segles XV-XVII    | Montmaur                                                   | 43° 23′ 36″ N, 1° 50′ 42″ E / 43.3932°N,1.845°E       | PA00102780 | Castell · Vegeu més fotos d'aquest monument · Carregueu una nova foto d'aquest monument                                                                  |
| Antiga manufactura reial                                                 | Inv.     | 1740              | Montoliu impasse de la Manufacture                         | 43° 18′ 32″ N, 2° 13′ 04″ E / 43.3089°N,2.2178°E      | PA11000030 | Antiga manufactura reial · Vegeu més fotos d'aquest monument · Carregueu una nova foto d'aquest monument                                                 |
| Església Saint-André                                                     | Cat.     |                   | Montoliu                                                   | 43° 18′ 39″ N, 2° 12′ 53″ E / 43.3109°N,2.2146°E      | PA00102783 | Església Saint-André · Vegeu més fotos d'aquest monument · Carregueu una nova foto d'aquest monument                                                     |
| Creu de ferro forjat                                                     | Inv.     |                   | Montoliu                                                   | 43° 18′ 34″ N, 2° 12′ 54″ E / 43.309457°N,2.2151°E    | PA00102782 | Creu de ferro forjat · Vegeu més fotos d'aquest monument · Carregueu una nova foto d'aquest monument                                                     |
| Església Saint-Vincent                                                   | Cat.     |                   | Montreal                                                   | 43° 11′ 58″ N, 2° 08′ 34″ E / 43.199528°N,2.142639°E  | PA00102784 | Església Saint-Vincent · Vegeu més fotos d'aquest monument · Carregueu una nova foto d'aquest monument                                                   |
| Torre Carbonac                                                           | Inv.     |                   | Monza                                                      | 43° 08′ 58″ N, 2° 28′ 43″ E / 43.1495°N,2.4787°E      | PA00102785 | Torre Carbonac · Carregueu una nova foto d'aquest monument                                                                                               |
| Castell                                                                  | Inv.     | Segles XV-XVII    | Mézerville                                                 | 43° 15′ 36″ N, 1° 47′ 35″ E / 43.259991°N,1.792952°E  | PA00102770 | Castell · Carregueu una nova foto d'aquest monument |
| Església parroquial Sant Sarnin                                          | Inv.     |                   | Palairac                                                   | 42° 57′ 21″ N, 2° 39′ 41″ E / 42.955883°N,2.6614°E    | PA11000012 | Església parroquial Sant Sarnin · Vegeu més fotos d'aquest monument · Carregueu una nova foto d'aquest monument                                          |
| Torre de Cazaban                                                         | Inv.     |                   | Palajan                                                    | 43° 10′ 52″ N, 2° 22′ 24″ E / 43.1812°N,2.3734°E      | PA00102848 | Torre de Cazaban · Vegeu més fotos d'aquest monument · Carregueu una nova foto d'aquest monument                                                         |
| Forn de terrissaire                                                      | Cat.     | Gal·loromà        | Palajan                                                    | 43° 09′ 55″ N, 2° 23′ 30″ E / 43.16525°N,2.39161°E    | PA00102847 | Carregueu una nova foto d'aquest monument |
| Església Saint-Etienne                                                   | Inv.     |                   | Palajan                                                    | 43° 10′ 27″ N, 2° 23′ 00″ E / 43.1742°N,2.3833°E      | PA00102846 | Església Saint-Etienne · Vegeu més fotos d'aquest monument · Carregueu una nova foto d'aquest monument                                                   |
| Església                                                                 | Cat.     |                   | Pairan                                                     | 43° 16′ 02″ N, 1° 51′ 21″ E / 43.2672°N,1.8558°E      | PA00102851 | Església · Vegeu més fotos d'aquest monument · Carregueu una nova foto d'aquest monument                                                                 |
| Castell                                                                  | Cat.     | Segle XVI         | Pairan                                                     | 43° 15′ 59″ N, 1° 51′ 15″ E / 43.2665°N,1.8543°E      | PA00102850 | Castell · Vegeu més fotos d'aquest monument · Carregueu una nova foto d'aquest monument                                                                  |
| Castell                                                                  | Inv.     |                   | Puègnautièr                                                | 43° 14′ 37″ N, 2° 19′ 04″ E / 43.24361°N,2.31778°E    | PA00102852 | Castell · Vegeu més fotos d'aquest monument · Carregueu una nova foto d'aquest monument                                                                  |
| Capella de la Madeleine                                                  | Inv.     |                   | Pesens                                                     | 43° 15′ 31″ N, 2° 14′ 59″ E / 43.2585°N,2.2496°E      | PA00102857 | Capella de la Madeleine · Vegeu més fotos d'aquest monument · Carregueu una nova foto d'aquest monument                                                  |
| Creu de terme                                                            | Inv.     |                   | Planha                                                     | 43° 10′ 21″ N, 1° 48′ 46″ E / 43.1726°N,1.8127°E      | PA00102861 | Carregueu una nova foto d'aquest monument |
| Restes de l'església de l'Espinoux                                       | Inv.     |                   | Planvialar                                                 | 43° 07′ 24″ N, 1° 53′ 56″ E / 43.12339°N,1.89877°E    | PA00102862 | Restes de l'església de l'Espinoux · Vegeu més fotos d'aquest monument · Carregueu una nova foto d'aquest monument                                       |
| Castell                                                                  | Inv.     | Segles XIV-XV     | La Pomareda                                                | 43° 24′ 18″ N, 1° 57′ 02″ E / 43.405°N,1.9506°E       | PA00135695 | Castell · Vegeu més fotos d'aquest monument · Carregueu una nova foto d'aquest monument                                                                  |
| Antic pou de neu                                                         | Inv.     |                   | Pradèlas Cabardés Plô de la Prade                          | 43° 24′ 28″ N, 2° 26′ 21″ E / 43.4079°N,2.4393°E      | PA00102867 | Antic pou de neu · Vegeu més fotos d'aquest monument · Carregueu una nova foto d'aquest monument                                                         |
| Església                                                                 | Inv.     |                   | Pradèlas Cabardés                                          | 43° 24′ 30″ N, 2° 26′ 46″ E / 43.4084°N,2.4461°E      | PA00102866 | Església · Vegeu més fotos d'aquest monument · Carregueu una nova foto d'aquest monument                                                                 |
| Piràmide                                                                 | Inv.     |                   | Puèg-eric vora nord de la R.N. 610                         | 43° 13′ 55″ N, 2° 38′ 36″ E / 43.23206°N,2.64337°E    | PA00102870 | Piràmide · Vegeu més fotos d'aquest monument · Carregueu una nova foto d'aquest monument                                                                 |
| Església                                                                 | Cat.     |                   | Puèg-eric                                                  | 43° 13′ 28″ N, 2° 37′ 28″ E / 43.22458°N,2.62434°E    | PA00102869 | Església · Vegeu més fotos d'aquest monument · Carregueu una nova foto d'aquest monument                                                                 |
| Castell                                                                  | Inv.     | Segles XVI-XVIII  | Puèg-eric                                                  | 43° 13′ 27″ N, 2° 37′ 27″ E / 43.22414°N,2.62417°E    | PA00102868 | Castell · Vegeu més fotos d'aquest monument · Carregueu una nova foto d'aquest monument                                                                  |
| Església Saint-Etienne                                                   | Cat.     |                   | Pepius                                                     | 43° 17′ 50″ N, 2° 40′ 48″ E / 43.297126°N,2.680124°E  | PA00102855 | Església Saint-Etienne · Vegeu més fotos d'aquest monument · Carregueu una nova foto d'aquest monument                                                   |
| Dolmen de Las Fados, o Palet de Roland                                   | Cat.     |                   | Pepius Mourel de Las Fados                                 | 43° 18′ 47″ N, 2° 40′ 47″ E / 43.312953°N,2.679828°E  | PA00102854 | Dolmen de Las Fados, o Palet de Roland · Vegeu més fotos d'aquest monument · Carregueu una nova foto d'aquest monument                                   |
| Antiga capella senyorial sobre el Plô                                    | Inv.     |                   | Pepius 4, Place du Plô                                     | 43° 17′ 54″ N, 2° 40′ 48″ E / 43.298424°N,2.679943°E  | PA00102853 | Antiga capella senyorial sobre el Plô · Vegeu més fotos d'aquest monument · Carregueu una nova foto d'aquest monument                                    |
| Canal del Migdia: épanchoir de l'Argent-Double                           | Inv.     |                   | La Redòrta                                                 | 43° 15′ 01″ N, 2° 40′ 04″ E / 43.2502°N,2.6678°E      | PA11000006 | Canal del Migdia: épanchoir de l'Argent-Double · Vegeu més fotos d'aquest monument · Carregueu una nova foto d'aquest monument                           |
| Castell                                                                  | Inv.     |                   | Rius de Menerbés                                           | 43° 17′ 02″ N, 2° 35′ 09″ E / 43.28399°N,2.5857°E     | PA11000010 | Castell · Vegeu més fotos d'aquest monument · Carregueu una nova foto d'aquest monument                                                                  |
| Antiga sitja                                                             | Inv.     |                   | Rius de Menerbés                                           | 43° 17′ 00″ N, 2° 35′ 03″ E / 43.2832°N,2.5842°E      | PA00102875 | Carregueu una nova foto d'aquest monument |
| Església de l'Assomption                                                 | Cat.     |                   | Rius de Menerbés                                           | 43° 16′ 57″ N, 2° 35′ 14″ E / 43.282588°N,2.587317°E  | PA00102874 | Església de l'Assomption · Vegeu més fotos d'aquest monument · Carregueu una nova foto d'aquest monument                                                 |
| Pont-Vieux                                                               | Inv.     |                   | Rius en Val                                                | 43° 04′ 51″ N, 2° 32′ 06″ E / 43.08086°N,2.5349°E     | PA00102876 | Pont-Vieux · Vegeu més fotos d'aquest monument · Carregueu una nova foto d'aquest monument                                                               |
| Castell                                                                  | Inv.     | Segles XVIII-XX   | Ròcacorba de Menerbés                                      | 43° 13′ 14″ N, 2° 38′ 55″ E / 43.2206°N,2.6486°E      | PA11000031 | Castell · Vegeu més fotos d'aquest monument · Carregueu una nova foto d'aquest monument                                                                  |
| Castell                                                                  | Inv.     | Segles XVII       | Rocafera                                                   | 43° 22′ 25″ N, 2° 22′ 42″ E / 43.373518°N,2.378255°E  | PA00102877 | Castell · Vegeu més fotos d'aquest monument · Carregueu una nova foto d'aquest monument                                                                  |
| Molí de vent                                                             | Inv.     |                   | Sant Amanç                                                 | 43° 13′ 31″ N, 1° 53′ 18″ E / 43.2252°N,1.8884°E      | PA00102880 | Carregueu una nova foto d'aquest monument |
| Església Saint-Cucufat                                                   | Inv.     |                   | Sant Coat d'Aude                                           | 43° 12′ 12″ N, 2° 37′ 50″ E / 43.20326°N,2.63058°E    | PA00102881 | Església Saint-Cucufat · Vegeu més fotos d'aquest monument · Carregueu una nova foto d'aquest monument                                                   |
| Església                                                                 | Inv.     |                   | Sant Martin la Landa                                       | 43° 17′ 58″ N, 2° 01′ 15″ E / 43.2994°N,2.0208°E      | PA00102884 | Església · Vegeu més fotos d'aquest monument · Carregueu una nova foto d'aquest monument                                                                 |
| Església Saint-Martin                                                    | Cat.     |                   | Sant Martin dels Poses                                     | 43° 02′ 26″ N, 2° 34′ 06″ E / 43.04052778°N,2.56825°E | PA00102885 | Església Saint-Martin · Vegeu més fotos d'aquest monument · Carregueu una nova foto d'aquest monument                                                    |
| Creu de cementiri de pedra                                               | Inv.     |                   | Sant Martin le Vièlh                                       | 43° 17′ 34″ N, 2° 08′ 46″ E / 43.2927°N,2.1461°E      | PA00102887 | Creu de cementiri de pedra · Vegeu més fotos d'aquest monument · Carregueu una nova foto d'aquest monument                                               |
| Restes de l'antiga abadia de Villelongue                                 | Cat.     |                   | Sant Martin le Vièlh                                       | 43° 18′ 20″ N, 2° 10′ 01″ E / 43.3056°N,2.1669°E      | PA00102886 | Restes de l'antiga abadia de Villelongue · Vegeu més fotos d'aquest monument · Carregueu una nova foto d'aquest monument                                 |
| Església parroquial Sant Miquèl                                          | Inv.     |                   | Sant Miquèl                                                | 43° 19′ 29″ N, 1° 45′ 35″ E / 43.3247°N,1.7598°E      | PA00102888 | Església parroquial Sant Miquèl · Vegeu més fotos d'aquest monument · Carregueu una nova foto d'aquest monument                                          |
| Antic palau episcopal, o antic castell                                   | Cat.     |                   | Sant Pàpol place Monseigneur-de-Langle                     | 43° 19′ 49″ N, 2° 02′ 01″ E / 43.3303°N,2.0335°E      | PA00102889 | Antic palau episcopal, o antic castell · Modifica el valor a Wikidata · Carregueu una nova foto d'aquest monument                                        |
| Porte de l'Est                                                           | Inv.     |                   | Sant Pàpol                                                 | 43° 19′ 53″ N, 2° 02′ 12″ E / 43.3315°N,2.0366°E      | PA00102892 | Porte de l'Est · Carregueu una nova foto d'aquest monument                                                                                               |
| Antiga abadia de Sant Pàpol                                              | Cat.     |                   | Sant Pàpol                                                 | 43° 19′ 56″ N, 2° 02′ 12″ E / 43.3322°N,2.0367°E      | PA00102891 | Antiga abadia de Sant Pàpol · Vegeu més fotos d'aquest monument · Carregueu una nova foto d'aquest monument                                              |
| Castell de Ferrals                                                       | Inv.     | Segle XVI         | Sant Pàpol                                                 | 43° 19′ 51″ N, 2° 04′ 30″ E / 43.3308°N,2.0751°E      | PA00102890 | Castell de Ferrals · Vegeu més fotos d'aquest monument · Carregueu una nova foto d'aquest monument                                                       |
| Creu discoïdal                                                           | Inv.     |                   | Sant Paulet                                                | 43° 24′ 29″ N, 1° 52′ 31″ E / 43.408°N,1.8752°E       | PA00102893 | Carregueu una nova foto d'aquest monument |
| Vestigis de muralles                                                     | Cat.     |                   | Saissac                                                    | 43° 21′ 36″ N, 2° 10′ 11″ E / 43.3601°N,2.1697°E      | PA00102897 | Vestigis de muralles · Vegeu més fotos d'aquest monument · Carregueu una nova foto d'aquest monument                                                     |
| Menhir dit Pierre levée de Picarel                                       | Cat.     |                   | Saissac                                                    | 43° 22′ 27″ N, 2° 09′ 42″ E / 43.3742°N,2.1616°E      | PA00102896 | Menhir dit Pierre levée de Picarel · Vegeu més fotos d'aquest monument · Carregueu una nova foto d'aquest monument                                       |
| Ruïnes del castell                                                       | Inv.     | Segles XIII-XVI   | Saissac                                                    | 43° 21′ 28″ N, 2° 10′ 04″ E / 43.3579°N,2.1679°E      | PA00102895 | Ruïnes del castell · Vegeu més fotos d'aquest monument · Carregueu una nova foto d'aquest monument                                                       |
| Torre de l'homenatge                                                     | Inv.     |                   | Salas d'Èrs l'Hers Mort                                    | 43° 17′ 36″ N, 1° 47′ 19″ E / 43.2932°N,1.7887°E      | PA11000026 | Carregueu una nova foto d'aquest monument |
| Església parroquial                                                      | Inv.     |                   | Salas d'Èrs                                                | 43° 17′ 36″ N, 1° 47′ 13″ E / 43.2933°N,1.787°E       | PA00102900 | Església parroquial · Vegeu més fotos d'aquest monument · Carregueu una nova foto d'aquest monument                                                      |
| Gruta del Gazel o dels Marronniers                                       | Cat.     |                   | Salèlas Cabardés Camparnaud                                | 43° 19′ 33″ N, 2° 25′ 17″ E / 43.3258°N,2.4213°E      | PA00102898 | Carregueu una nova foto d'aquest monument |
| Creu de terme de pedra                                                   | Cat.     |                   | Serviès                                                    | 43° 05′ 48″ N, 2° 31′ 13″ E / 43.096743°N,2.520273°E  | PA00102904 | Creu de terme de pedra · Vegeu més fotos d'aquest monument · Carregueu una nova foto d'aquest monument                                                   |
| Castell                                                                  | Inv.     | Segles XIII-XVI   | Serviès                                                    | 43° 05′ 20″ N, 2° 31′ 09″ E / 43.0889°N,2.5192°E      | PA00102903 | Castell · Vegeu més fotos d'aquest monument · Carregueu una nova foto d'aquest monument                                                                  |
| Capella Notre-Dame-de-l'Aire i els seus voltants                         | Inv.     |                   | Talairan                                                   | 43° 03′ 14″ N, 2° 40′ 43″ E / 43.0538°N,2.6785°E      | PA00102906 | Capella Notre-Dame-de-l'Aire i els seus voltants · Vegeu més fotos d'aquest monument · Carregueu una nova foto d'aquest monument                         |
| Església Notre-Dame                                                      | Inv.     |                   | Tèrme                                                      | 43° 00′ 02″ N, 2° 33′ 46″ E / 43.0005°N,2.5629°E      | PA00102908 | Església Notre-Dame · Vegeu més fotos d'aquest monument · Carregueu una nova foto d'aquest monument                                                      |
| Ruïnes del castell                                                       | Cat.     | Segles X-XIII     | Tèrme                                                      | 43° 00′ 08″ N, 2° 33′ 24″ E / 43.00222°N,2.55667°E    | PA00102907 | Ruïnes del castell · Vegeu més fotos d'aquest monument · Carregueu una nova foto d'aquest monument                                                       |
| Església Sainte-Anne                                                     | Inv.     |                   | La Torreta Cabardés                                        | 43° 22′ 51″ N, 2° 20′ 05″ E / 43.3809°N,2.3346°E      | PA00102910 | Església Sainte-Anne · Vegeu més fotos d'aquest monument · Carregueu una nova foto d'aquest monument                                                     |
| Creu de ferro forjat                                                     | Inv.     |                   | La Torreta Cabardés                                        | 43° 22′ 51″ N, 2° 20′ 05″ E / 43.3809°N,2.3346°E      | PA00102909 | Creu de ferro forjat · Vegeu més fotos d'aquest monument · Carregueu una nova foto d'aquest monument                                                     |
| Pont-aqüeducte de l'Orbiel                                               | Cat.     |                   | Trebes                                                     | 43° 12′ 52″ N, 2° 26′ 21″ E / 43.214559°N,2.439241°E  | PA00102912 | Pont-aqüeducte de l'Orbiel · Vegeu més fotos d'aquest monument · Carregueu una nova foto d'aquest monument                                               |
| Església Saint-Etienne                                                   | Inv.     |                   | Trebes                                                     | 43° 12′ 37″ N, 2° 26′ 28″ E / 43.21041°N,2.44104°E    | PA00102911 | Església Saint-Etienne · Vegeu més fotos d'aquest monument · Carregueu una nova foto d'aquest monument                                                   |
| Castell de l'Abbé                                                        | Inv.     | Segles XII-XIV    | Ventenac Cabardés                                          | 43° 15′ 58″ N, 2° 17′ 02″ E / 43.2662°N,2.284°E       | PA00102914 | Castell de l'Abbé · Vegeu més fotos d'aquest monument · Carregueu una nova foto d'aquest monument                                                        |
| Església parroquial Saint-Paul                                           | Inv.     |                   | Le Vilar en Val Cimetière                                  | 43° 04′ 52″ N, 2° 27′ 37″ E / 43.0812°N,2.4603°E      | PA11000013 | Església parroquial Saint-Paul · Vegeu més fotos d'aquest monument · Carregueu una nova foto d'aquest monument                                           |
| Castell                                                                  | Inv.     | Segles XVII-XIX   | Le Vilar en Val                                            | 43° 04′ 58″ N, 2° 27′ 31″ E / 43.0828°N,2.4586°E      | PA00102916 | Castell · Vegeu més fotos d'aquest monument · Carregueu una nova foto d'aquest monument                                                                  |
| Vestigis de la capella Notre-Dame-de-la-Louze                            | Cat.     |                   | Vilarzèl Cabardés domaine de Villarlong                    | 43° 16′ 57″ N, 2° 28′ 36″ E / 43.28255°N,2.47659°E    | PA00102917 | Vestigis de la capella Notre-Dame-de-la-Louze · Vegeu més fotos d'aquest monument · Carregueu una nova foto d'aquest monument                            |
| Capella Saint-Martin de la Salle                                         | Inv.     |                   | Le Vilar la Roque, hameau de Besplas                       | 43° 14′ 16″ N, 2° 00′ 42″ E / 43.2378°N,2.0116°E      | PA11000019 | Capella Saint-Martin de la Salle · Vegeu més fotos d'aquest monument · Carregueu una nova foto d'aquest monument                                         |
| Antiga església de Notre-Dame                                            | Inv.     |                   | Vilagalhenc                                                | 43° 16′ 09″ N, 2° 21′ 16″ E / 43.26910°N,2.35449°E    | PA00102918 | Carregueu una nova foto d'aquest monument |
| Dolmen de la Jagantière o Palet de Roland                                | Cat.     |                   | Vilanava de Menerbés                                       | 43° 20′ 22″ N, 2° 28′ 57″ E / 43.3394°N,2.4825°E      | PA00102920 | Dolmen de la Jagantière o Palet de Roland · Vegeu més fotos d'aquest monument · Carregueu una nova foto d'aquest monument                                |
| Església                                                                 | Inv.     |                   | Vilapinta                                                  | 43° 16′ 54″ N, 2° 05′ 19″ E / 43.2818°N,2.0887°E      | PA00102921 | Església · Vegeu més fotos d'aquest monument · Carregueu una nova foto d'aquest monument                                                                 |
| Pedestal de creu                                                         | Inv.     |                   | Vilaroja de Termenés place de l'Eglise                     | 43° 00′ 23″ N, 2° 37′ 39″ E / 43.0063°N,2.6274°E      | PA00102923 | Pedestal de creu · Vegeu més fotos d'aquest monument · Carregueu una nova foto d'aquest monument                                                         |
| Casa Azalbert                                                            | Inv.     | 1780              | Vilaroja de Termenés                                       | 43° 00′ 25″ N, 2° 37′ 39″ E / 43.0069°N,2.6274°E      | PA00102926 | Casa Azalbert · Carregueu una nova foto d'aquest monument                                                                                                |
| Església                                                                 | Cat.     |                   | Vilaroja de Termenés                                       | 43° 00′ 22″ N, 2° 37′ 38″ E / 43.0062°N,2.6272°E      | PA00102925 | Església · Vegeu més fotos d'aquest monument · Carregueu una nova foto d'aquest monument                                                                 |
| Creu de terme                                                            | abrogada |                   | Vilaroja de Termenés                                       | 43° 00′ 11″ N, 2° 37′ 54″ E / 43.00294°N,2.63160°E    | PA00102924 | Carregueu una nova foto d'aquest monument |
| Ruïnes del castell                                                       | Cat.     |                   | Vilaroja de Termenés                                       | 43° 00′ 24″ N, 2° 37′ 36″ E / 43.0068°N,2.6267°E      | PA00102922 | Ruïnes del castell · Vegeu més fotos d'aquest monument · Carregueu una nova foto d'aquest monument                                                       |